# 136.º Batallón Antiaéreo de Reserva
El 136.º Batallón Antiaéreo de Reserva (136. Reserve-Flak-Abteilung) fue una unidad de la Luftwaffe durante la Segunda Guerra Mundial.

## Historia
Fue formado el 26 de agosto de 1939 en Leipzig, a partir del 13.º Regimiento Antiaéreo, con 1-5 baterías (1.ª-3.ª pesadas, 4.ª-5.ª ligeras). En julio de 1942 fue renombrado como 136.º Batallón Antiaéreo Pesado.

## Orden de batalla
- 4.ª Bat./136.º Batallón Antiaéreo de Reserva como 4.ª Bat./738º Batallón Antiaéreo Ligero
- 5.ª Bat./136.º Batallón Antiaéreo de Reserva como 4.ª Bat./858º Batallón Antiaéreo Ligero.

## Servicios
- 1939–1940: en Merseburg
- 1940–1941: en Königsberg